# Aschbach-Markt
Aschbach-Markt är en ort och kommun  i Österrike. Den ligger i distriktet Amstetten i förbundslandet Niederösterreich, 120 kilometer väster om huvudstaden Wien.
Kommunen består av sex orter (Ortschaften) (inom parentes invånarantal 1 januari 2024):

- Abetzberg (242)
- Aschbach-Dorf (411)
- Aschbach-Markt (1 734)
- Krenstetten (467)
- Mitterhausleiten (644)
- Oberaschbach (305)